# Rajd Manx International 1991
Rajd Manx International 1991 (29. Manx International Rally) – 29. edycja rajdu samochodowego Rajd Manx rozgrywanego w Wielkiej Brytanii. Rozgrywany był od 11 do 13 września 1991 roku. Była to trzydziesta szósta runda Rajdowych Mistrzostw Europy w roku 1991 (rajd miał najwyższy współczynnik - 20) oraz szósta runda Rajdowych Mistrzostw Wielkiej Brytanii. Składał się z 41 odcinków specjalnych.

## Klasyfikacja rajdu
| Miejsce                      | Kierowca                     | Pilot                        | Samochód                      | Czas                         | Strata                       |                              |
| Klasyfikacja generalna i ERC | Klasyfikacja generalna i ERC | Klasyfikacja generalna i ERC | Klasyfikacja generalna i ERC  | Klasyfikacja generalna i ERC | Klasyfikacja generalna i ERC | Klasyfikacja generalna i ERC |
| ---------------------------- | ---------------------------- | ---------------------------- | ----------------------------- | ---------------------------- | ---------------------------- | ---------------------------- |
| 1.                           | Colin McRae                  | Derek Ringer                 | Subaru Legacy RS              | 3:37:23                      | 0.0                          |                              |
| 2.                           | François Chatriot            | Michel Périn                 | Subaru Legacy RS              | 3:39:50                      | +2:27                        |                              |
| 3.                           | Russell Brookes              | Neil Wilson                  | Ford Sierra RS Cosworth 4x4   | 3:40:05                      | +2:42                        |                              |
| 4.                           | James Cullen                 | Ellen Morgan                 | Ford Sierra Sapphire Cosworth | 3:46:36                      | +9:13                        |                              |
| 5.                           | Mikael Sundström             | Jakke Honkanen               | Mazda 323 GTX                 | 3:49:50                      | +12:27                       |                              |
| 6.                           | David Metcalfe               | Ian Grindrod                 | Vauxhall Nova GTE             | 3:51:32                      | +14:09                       |                              |
| 7.                           | Frank Meagher                | Dermot O'Gorman              | Ford Sierra RS Cosworth       | 3:54:03                      | +16:40                       |                              |
| 8.                           | Richard Smyth                | Michael Reid                 | Ford Sierra Sapphire Cosworth | 3:58:49                      | +21:26                       |                              |
| 9.                           | Kenny McKinstry              | Robbie Philpott              | Ford Sierra Sapphire Cosworth | 4:00:26                      | +23:03                       |                              |
| 10.                          | Mike Rimmer                  | Steve Turvey                 | BMW M3 E30                    | 4:04:40                      | +27:17                       |                              |